# Дејвис куп 2008 — Евроафричка зона
Евроафричка зона је једна од три зоне регионалног такмичења у Дејвис купу 2008.

## Прва група

### Прво коло
8-10 фебруар
| бр. меча | 1 екипа       | Резултат | 2. екипа             | Место                | Подлога      |
| 1.       | Хрватска(1)   |          | слободна             |                      |              |
| 2.       | Италија       |          | слободна             |                      |              |
| 3.       | Холандија (4) |          | слободна             |                      |              |
| 4.       | Летонија      | 1-4      | Република Македонија | Скопље, Македонија   | шљака (зат)  |
| 5.       | Швајцарска    | 4-1      | Пољска               | Констанц, Швајцарска | тврда, (зат) |
| 6.       | слободна      |          | Белорусија (3)       |                      |              |
| 7.       | слободна      |          | Грузија              |                      |              |
| 8.       | слободна      |          | Словенија (2)        |                      |              |

Победници играју друго коло за четири места која воде у плеј оф за попуну Светске групе.
Поражени играју два кола плеј офа за останак у Првој групи.

### Друго коло
11-13 април
| бр. меча | 1 екипа       | Резултат | 2. екипа             | Место               | Подлога     |
| 1.       | Хрватска(1)   | 3-2      | Италија              | Дубровник Хрватска  | тврда (зат) |
| 2.       | Холандија (4) | 4-1      | Република Македонија | Скопље Македонија   | шљака       |
| 3.       | Швајцарска    | 4-1      | Белорусија (3)       | Минск Белорусија    | тепих (зат) |
| 4.       | Грузија       | 1-4      | Словачка (2)         | Братислава Словачка | шљака (зат) |

Победници иду у плеј оф за попуну Светске групе. Поражени се прикључују пораженима из првог кола и играју плеј оф за опстанак у Првој групи.

### Прво коло плеј офа
18-20 јул
| бр. меча | 1 екипа  | Резултат | 2. екипа       | Место            | Подлога     |
| 1.       | слободна |          | Италија        |                  |             |
| 2.       | Пољска   | 4-1      | Белорусија (Н) | Минск Белорусија | тепих (зат) |
| 3.       | Грузија  |          | слободна       |                  |             |
| 4.       | слободна |          | Летонија       |                  |             |

### Друго коло плеј офа
19- 21 септембар
| бр. меча | 1 екипа        | Резултат | 2. екипа    | Место               | Подлога      |
| 1.       | Италија        | 3 - 2    | Летонија    | Монтекасини Италија | шљака        |
| 2.       | Белорусија (Н) | 3 - 0    | Грузија (Н) | Ротердам, Холандија | тврда (зат.) |

Летонија и Грузија прелазе у Другу групу за 2009.

## Друга група

### Прво коло
11-13 априла
| бр. меча | 1 екипа       | Резултат | 2. екипа        | Место             | Подлога |
| 1.       | Луксембург(1) | 0-5      | Данска          | Луксембург        |         |
| 2.       | Финска (7)    | 1-4      | Јужна Африка    | Хелсинки Финска   |         |
| 3.       | Мађарска (3)  | 2-3      | Алжир           | Алжир             |         |
| 4.       | Монако(5)     | 3-2      | Грчка           | Монако            |         |
| 5.       | Египат        | 0-5      | Украјина (6)    | Украјина          |         |
| 6.       | Ирска         | 3-2      | Мароко (4)      | Даблин, Ирска     |         |
| 7.       | Кипар         | 3-2      | Словенија (8)   | Никозија, Кипар   |         |
| 8.       | Тунис         | 1-4      | Португалија (2) | Есторил, Португал | шљака   |

Победници играју још два кола за два места које води у Прву групу. Поражени играју плеј оф за останак у Другој групи.

### Друго коло
18-20 јули
| бр. меча | 1 екипа      | Резултат | 2. екипа        | Место                            | Подлога |
| 1.       | Данска       | 0-5      | Јужна Африка    | Јоханезбург, Јужа Африка         | тврда   |
| 2.       | Алжир        | 0-5      | Монако (Н)      | Roquebrune-Cap-Martin, Француска | шљака   |
| 3.       | Украјина (Н) | 3-2      | Ирска           | Даблин, Ирска                    | трава   |
| 4.       | Кипар        | 0-5      | Португалија (Н) | Порто, Португал                  | шљака   |

### Треће коло
21-23 септембар
| бр. меча | 1 екипа          | Резултат | 2. екипа    | Место                            | Подлога     |
| 1.       | Јужна Африка (Н) | 3-2      | Монако (Н)  | Roquebrune-Cap-Martin, Француска | шљака       |
| 2.       | Украјина (Н)     | 5 - 0    | Португалија | Дњепропетровск Украјина          | Тврфа (зат) |

### Плеј оф за останак
20-22 јули
| бр. меча | 1 екипа       | Резултат | 2. екипа   | Место         | Подлога |
| 1.       | Луксембург    | 2-3      | Финска     | Ханко, Финска | шљака   |
| 2.       | Мађарска (Н)  | 5-0      | Грчка      | Солун, Грчка  | шљака   |
| 3.       | Египат        | 3-2      | Мароко (Н) | Каиро, Египат | шљака   |
| 4.       | Словенија (Н) | 4-1      | Тунис      | Тунис, Тунис  | шљака   |

- Јужна Африка и Украјина иду у Прву групу за 2009,
- Луксембург, Грчка, Мароко и Тунис прелазе у Трећу групу за 2009.

## Трећа група
Трећа група броји 16 екипа, па је подељена на два турнира по осам.

### Турнир 1
Турнир 1 је одржан у организацији Тениског клуба Ликомотива у Пловдиву, Бугарска на отвореним теренима са шљаком од 9-13 априла.
Екипе су подељене у две групе А и Б. Две првопласиране екипе из обе групе играле су нови турнир за два места која воде у Другу групу, а трећи и четврти су играли турнир за останак у Трећој групи.
У групи А учешће су пре почетка такмичења отказале су екипе Боцване и Нигерије, па се турнир играо у једној групи од 6 екипа.
| пласман | Група А               | БУГ | ЦГ  | ТУР | МАД | ОБЛ | ЗИМ |
| 1.      | Бугарска (5-0)        | ХХХ | 3-0 | 3-0 | 2-1 | 3-0 | 3-0 |
| 2.      | Црна Гора (4-1)       | 0-3 | ХХХ | 2-1 | 2-1 | 3-0 | 3-0 |
| 3.      | Турска (3-2)          | 0-3 | 1-2 | ХХХ | 3-0 | 3-0 | 3-0 |
| 4.      | Мадагаскар (2-3)      | 1-2 | 1-2 | 0-3 | ХХХ | 3-0 | 3-0 |
| 5.      | Обала Слоноваче (1-4) | 0-3 | 0-3 | 0-3 | 0-3 | ХХХ | 2-1 |
| 6.      | Зимбабве (0-5)        | 0-3 | 0-3 | 0-3 | 0-3 | 1-2 | ХХХ |

- Бугарска и Црна Гора иду у Другу групу за 2009.
- Обала Слоноваче и Зимбабве прелазе у Четврту групу за 2000.

### Турнир 2
Турнир 2 је одржан у организацији Тениског и фитнес клуба у Јеревану, Јерменија на отвореним теренима са шљаком од 7-11 маја.
Екипе су на турниру подељене у две групе А и Б. Две првопласиране екипе из обе групе играле су нови турнир за два места која воде у Другу групу, а трећи и четврти су играли турнир за останак у Трећој групи.
| пласман | Група А         | МОЛ | НОР | ЈЕР | АНД |
| 1.      | Молдавија (3-0) |     | 2-1 | 3-0 | 3-0 |
| 2.      | Норвешка (2-1)  | 1-2 |     | 2-1 | 3-0 |
| 3.      | Јерменија (1-2) | 0-3 | 0-3 |     | 2-1 |
| 4.      | Андора (0-3)    | 0-3 | 0-3 | 1-2 |     |

| пласман | Група Б                      | БИХ | ЛИТ | ЕСТ | ГАН |
| 1.      | Босна и Херцеговина (2-1) 7с | ХХХ | 1-2 | 3-0 | 3-0 |
| 2.      | Литванија (2-1)6с            | 2-1 | ХХХ | 1-2 | 3-0 |
| 3.      | Естонија (2-1)5с             | 0-3 | 2-1 | ХХХ | 3-0 |
| 4.      | Гана (0-3)                   | 0-3 | 0-3 | 0-3 | ХХХ |

Редослед екипа Босне и Херцеговине, Литваније и Естоније кои имаку исти број победа и пораза, одређен је према броју добијених сетова.
| пласман | Група 1-4                 | МОЛ | ЛИТ | НОР | БИХ |
| 1.      | Молдавија (3-0)           | ХХХ | 3-0 | 2-1 | 3-0 |
| 2.      | Литванија (2-1)           | 0-3 | ХХХ | 3-0 | 3-0 |
| 3.      | Норвешка (1-2)            | 1-2 | 1:2 | ХХХ | 2-1 |
| 4.      | Босна и Херцеговина (0-3) | 0-3 | 1-2 | 1-2 | ХХХ |

| пласман | Група 5-8         | ЕСТ | АНД | ЈЕР | ГАН |
| 1.      | Естонија (3-0)    | ХХХ | 3-0 | 3-0 | 3-0 |
| 2.      | Андора (1-2) 4с   | 0-3 | ХХХ | 1-2 | 3-0 |
| 3.      | Јерменија (1-2)3с | 0-3 | 1-2 | ХХХ | 2-1 |
| 4.      | Гана (1-2) 2с     | 0:3 | 0-3 | 2-1 | ХХХ |

Напомена: Андора, Јерменија и Гана имају исти број победа и пораза. У Трећој групи остаје Андора јер има више добијених појединачних мечева (4), а Јерменија (3), и Гана (2).
- Молдавија и Литванија иду у Другу групу за 2008.
- Јерменија и Гана прелазе у Четврту групу за 2008.

## Четврта група
Турнир је организован у Јеревану, Јерменија, 28. априла на отвореним теренима са подлогом од шљаке.
Пошто су екипе: Либије, Малте и Маурицијуса одустале од такмичења ове године преосталих 4 екипа из ове групе играли су турнир по систему, свако са сваким један меч. Све четири екипе пласирале су се у Трећу групу за 2009.
| пласман |                  | ИСЛ | НАМ | СМР | РУА |
| 1.      | Исланд (3-0)     | ХХХ | 3-0 | 2-1 | 3-О |
| 2.      | Намибија (2-1)   | 0-3 | ХХХ | 2-1 | 3-0 |
| 3.      | Сан Марино (1-2) | 1-2 | 1-2 | ХХХ | 3-0 |
| 4.      | Руанда (0-3)     | 0-3 | 0-3 | 0-3 | ХХХ |